# Вулиця Проектна (Тернопіль)
Вулиця Проектна — одна з вулиць в мікрорайоні «Пронятин» міста Тернополя. Розташована у західній частині мікрорайону.

## Відомості
Вулиця була приєднана до Тернополя як частина колишнього села Пронятин у 1985 році. Розпочинається від вулиці Петра Батьківського, пролягає на північ. В цієї вулиці є численні відгалуження, одне з яких примикає до вулиці Калинової. На вулиці розташовані приватні будинки, активно будуються нові.

## Транспорт
Одним з відгалужень вулиці курсує комунальний автобусний маршрут №23, який зупиняється неподалік вулиці Хутірської.